# Макаров, Александр Максимович
Алекса́ндр Макси́мович Мака́ров (укр. Олександр Максимович Макаров; 12 сентября 1906, станица Цимлянская — 9 октября 1999, Днепропетровск) — советский ракетостроитель.
Доктор технических наук, профессор. Дважды Герой Социалистического Труда (1961, 1976). Лауреат Ленинской премии (1966), Государственной премии СССР (1981) и премии им. академика М. К. Янгеля (1980). Почётный гражданин Днепропетровска (1978). Заслуженный машиностроитель СССР (1986).
Член компартии с начала 1930-x годов. Член ЦК КП Украины (1961). Депутат Совета Союза Верховного Совета СССР 6—11 созывов (1962—1989) от Днепропетровской области.

## Биография
Родился 12 сентября 1906 года в станице Цимлянская (ныне город Цимлянск) в семье православного мещанина. Окончил техникум, потом Ростовский институт инженеров путей сообщения (1933), инженер-теплоэнергетик.
Работал в Ростове, затем в Белоруссии на Могилевском авторемонтном заводе.
С сентября 1939 года по приказу И. А. Лихачёва был назначен директором горьковского завода автонормалей «Красная Этна».
В августе 1940 года председателем Комитета советского контроля Р. С. Землячкой предупреждён об ответственности за большой процент брака на заводе «Красная Этна», а 8 сентября 1940 года из-за увеличения выпуска бракованной продукции на заводе выездной сессией судебной коллегии по уголовным делам Верховного суда РСФСР на основании Указа Верховного Совета Союза ССР от 10 июля 1940 года «Об ответственности за выпуск недоброкачественной продукции» был приговорён к тюремному заключению сроком на 8 лет.
Отбывал срок в Заполярье. Принимал участие в строительстве железнодорожной магистрали Котлас—Воркута (Северо-Печорская железная дорога).
Весной 1942 года был досрочно освобождён.
В феврале 1942 года назначен директором завода малолитражных двигателей в Казахстане.
С 1943 года в городе Ирбит Свердловской области, по согласованию с ГКО возглавил Ирбитский мотоциклетный завод.
С 1948 года переведён на работу в Днепропетровск.
С февраля 1954 года по март 1961 года — главный инженер завода, а с марта 1961 года по ноябрь 1986 года возглавлял Южный машиностроительный завод.
Скончался 9 октября 1999 года в Днепропетровске. Похоронен на Аллее Героев Запорожского кладбища.

## Награды
- дважды Герой Социалистического Труда (1961, 1976);
- пять орденов Ленина (1959, 1961, 1966, 1969, 1976);
- Орден Октябрьской Революции;
- три ордена Трудового Красного Знамени;
- Орден князя Ярослава Мудрого V степени (10 сентября 1996 года) — за выдающиеся личные заслуги перед Украинским государством в области обороны, создании ракетно-космической техники и в связи с 90-летием со дня рождения[5];
- Орден Дружбы (11 сентября 1996 года, Россия) — за большой личный вклад в развитие машиностроения, укрепления дружбы и сотрудничества между народами[6];
- Заслуженный машиностроитель СССР (5 сентября 1986 года).
- Заслуженный машиностроитель УССР (1981).
- Почётный гражданин Днепропетровска (1978)[7].

## Память
- Имя А. М. Макарова носит с 1999 г. Южный машиностроительный завод в Днепре, директором которого он был с 1961 по 1986 гг.
- Памятник — бронзовый бюст А. М. Макарова, установлен ещё при жизни в 1981 г. как дважды Герою Социалистического Труда. Находится в Днепре на улице Рабочей в сквере возле ДК Машиностроителей (ДК ПО Южный машиностроительный завод).
- Памятник — статуя в полный рост на закрытой территории ПО Южный машиностроительный завод в Днепре.
- Памятник — надгробие на могиле на Запорожском кладбище в Днепре. Представляет собой бронзовый бюст на фоне двух гранитных пилонов со стилизованным изображением ракет.
- Площадь Макарова в Днепре. Названа в 1999 г.
- Мемориальная доска на здании дирекции ПО Южный машиностроительный завод в Днепре.
- Мемориальная доска на доме, где жил А. М. Макаров, по ул. Старокозацкой, 68 в Днепре. Установлена в 2000 г.
- Мемориальная доска на здании Дворца культуры машиностроителей на площади Макарова в Днепре.
- Мемориальная доска (аннотационная) на здании Дворца спорта «Метеор» на улице Макарова в Днепре.
- Памятник - бюст А.М. Макарова, установлен в городе Цимлянске Ростовской области на аллее героев Цимлянского района.
- Улица - улица Большевитская переименована в улицу А. Макарова (протяжённость 2,4 км) (решение Днепропетровского горсовета от 4 сентября 2006 года)

## Галерея
- Бюст А. М. Макарову на улице Рабочей в Днепре
- Мемориальная доска А. М. Макарову на фасаде дома где он жил по улице Староказацкой 68 в Днепре
- Бронзовый барельеф А. М. Макарову на площади 80-летия Днепропетровщины
- Мемориальная доска А. М. Макарову на фасаде здания главной проходной ЮМЗ в Днепре
- Мемориальная доска А. М. Макарову на фасаде Дворца культуры машиностроителей по ул. Рабочей 166 в Днепре